# Erich Habitzl
Erich Habitzl (ur. 9 października 1923 w Wiedniu, zm. 26 września 2007 tamże) – austriacki piłkarz występujący na pozycji pomocnika, reprezentant Austrii w latach 1948–1951, olimpijczyk.

## Kariera
Był jednym z pierwszych zawodowych piłkarzy w Austrii. Przez większość kariery związany był z klubem Admira Wiedeń. W reprezentacji narodowej rozegrał 11 meczów i zdobył 5 bramek. Brał udział w Igrzyskach Olimpijskich 1948. Od 1954 roku występował we Francji, przez dwa sezony w RC Lens i jeden w FC Nantes.
Zmarł 26 września 2007 po krótkiej chorobie.